# Banvillars
Banvillars (deutsch früher Banweiler) ist eine französische Gemeinde mit 290 Einwohnern (Stand: 1. Januar 2022) im Territoire de Belfort in der Region Bourgogne-Franche-Comté. Die Bewohner werden Banvillardais und Banvillardaises genannt.

## Geographie
Banvillars liegt etwa sechs Kilometer südwestlich der Stadt Belfort. Das Dorf erstreckt sich im Bereich der Burgundischen Pforte (Trouée de Belfort), in einer weiten Mulde westlich des Tals der Savoureuse und ihres Seitenflusses Douce, zwischen den Höhen von Grand Bois im Südosten und Bois du Mont im Nordwesten.

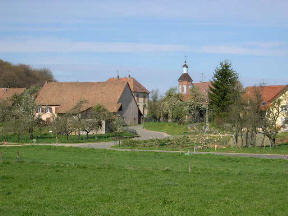
Blick auf den Ort Banvillars

Die Fläche des 4,67 km² großen Gemeindegebiets umfasst einen Abschnitt der leicht gewellten Landschaft im Bereich der Burgundischen Pforte. Der zentrale Teil des Gebietes wird von der Senke von Banvillars eingenommen, die durchschnittlich auf 350 m liegt und eine Breite von 1,5 km aufweist. Sie wird als Acker- und Wiesland landwirtschaftlich genutzt. Für die Entwässerung nach Nordosten zur Douce (Zufluss der Savoureuse) sorgt der Dorfbach. Flankiert wird die Senke von Banvillars von waldigen Höhen: Im Nordwesten vom Bois du Mont, auf dem mit 444 m die höchste Erhebung von Banvillars erreicht wird, im Südwesten vom Beau Bois (415 m; mit dem Fort du Haut-Bois) und im Süden vom Grand Bois (425 m). Der Bereich des Grand Bois gehört zum Militärgebiet Bois d’Oye.
Nachbargemeinden von Banvillars sind Urcerey und Argiésans im Norden, Dorans im Osten, Brevilliers im Südwesten sowie Échenans-sous-Mont-Vaudois im Westen.

## Geschichte
Verschiedene Funde, die beim Bau der Eisenbahnlinie von Belfort nach Montbéliard um 1850 gemacht wurden, weisen auf eine Besiedlung des Gemeindegebietes von Banvillars während der gallorömischen Zeit hin. Erstmals urkundlich erwähnt wird Banvillars zu Beginn des 12. Jahrhunderts. Es bildete den Mittelpunkt einer eigenen kleinen Herrschaft. Zunächst im Einflussbereich der Herren von Montbéliard stehend, gelangte Banvillars Mitte des 14. Jahrhunderts unter die Oberhoheit der Habsburger. 1580 ging das Lehen der Herrschaft Banvillars an die Familie von Landenberg über. Zusammen mit dem Sundgau kam das Dorf mit dem Westfälischen Frieden 1648 an die französische Krone. Seit 1793 gehörte Banvillars zum Département Haut-Rhin, verblieb jedoch 1871 nach dem Deutsch-Französischen Krieg als Teil des Territoire de Belfort im Gegensatz zum restlichen Elsass bei Frankreich. Auf der Höhe des Beau-Bois im Bereich der Überreste der mittelalterlichen Burg wurde ab 1889 das Fort du Haut-Bois errichtet, das zum Befestigungsring um Belfort gehörte.

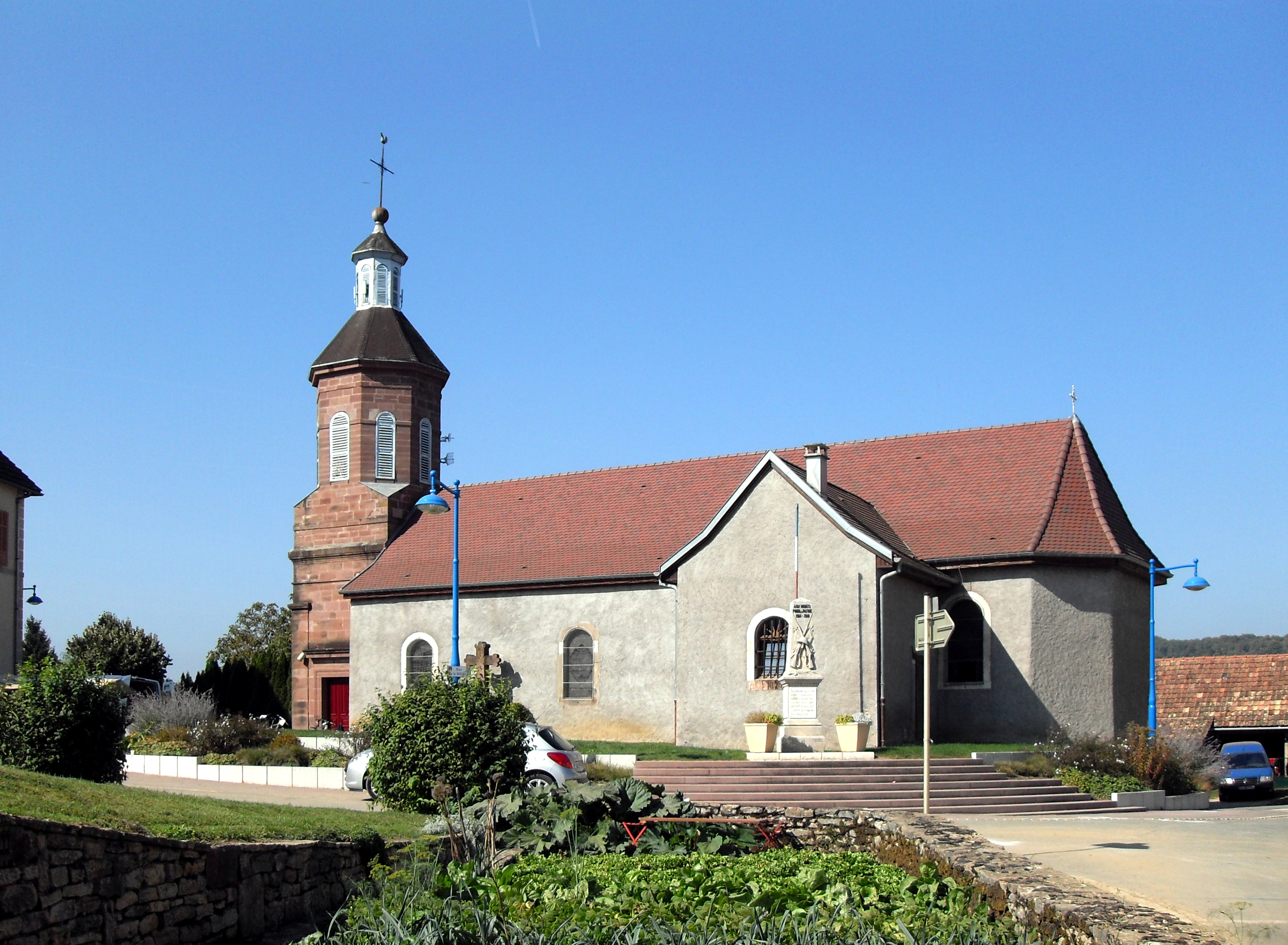
Kirche St. Ambrosius

## Sehenswürdigkeiten
Die Kirche Saint-Ambroise wurde im 19. Jahrhundert neu erbaut und besitzt bemerkenswertes Mobiliar, darunter eine Holzstatue (19. Jahrhundert) von Johannes dem Täufer. Das ehemalige Pfarrhaus beherbergt heute die Gemeindeverwaltung (Mairie). Auf der Waldkuppe südwestlich des Dorfes befinden sich das Fort du Haut-Bois (1889) und spärliche Reste der mittelalterlichen Burg.

## Bevölkerung
| Bevölkerungsentwicklung | Bevölkerungsentwicklung |
| Jahr                    | Einwohner               |
| ----------------------- | ----------------------- |
| 1962                    | 132                     |
| 1968                    | 141                     |
| 1975                    | 203                     |
| 1982                    | 208                     |
| 1990                    | 237                     |
| 1999                    | 242                     |

Mit 290 Einwohnern (1. Januar 2022) gehört Banvillars zu den kleinen Gemeinden des Département Territoire de Belfort. Nachdem die Einwohnerzahl in der ersten Hälfte des 20. Jahrhunderts stets im Bereich zwischen 110 und 150 Personen gelegen hatte, wird seit Beginn der 1970er Jahre ein deutliches Bevölkerungswachstum verzeichnet.

## Wirtschaft und Infrastruktur
Banvillars war bis weit ins 20. Jahrhundert hinein ein vorwiegend durch die Landwirtschaft (Ackerbau, Obstbau und Viehzucht) geprägtes Dorf. Daneben gibt es heute verschiedene Betriebe des lokalen Kleingewerbes. Mittlerweile hat sich das Dorf zu einer Wohngemeinde gewandelt. Viele Erwerbstätige sind deshalb Wegpendler, die in den Ballungsräumen Belfort und Montbéliard ihrer Arbeit nachgehen.
Die Ortschaft ist verkehrstechnisch gut erschlossen. Sie liegt an der Hauptstraße, die von Belfort und Sevenans nach Héricourt führt. Der nächste Anschluss an die Autobahn A36 befindet sich in einer Entfernung von ungefähr fünf Kilometern. Weitere Straßenverbindungen bestehen mit Dorans und Argiésans.